# おひまなら来てね
「おひまなら来てね」（おひまならきてね）は、1961年2月に発売された五月みどりのシングル。

## 概要
本楽曲のレコードはA面が神戸一郎の「瀬戸の恋唄」で、五月の「おひまなら来てね」はB面に収録されている。
五月は1958年11月に「お座敷ロック」で歌手デビューしたが、暫くはヒット曲に恵まれなかった。それから約2年以上経ったある日、作曲家・編曲家の遠藤実から「君に合いそうな曲ができた」と言い、「おひまなら来てよネ～」と遠藤がその場で歌った処、その時に五月はビビッと来て「私に歌わせてください」と懇願する。1961年5月、「おひまなら来てね」のシングルを発売。それまでの歌手にはなかった愛らしくチャーミングな美貌とともに、奇麗な「ちりめんビブラート」を生かしたこの歌は大ブレイクとなる。
レコード発売から約1年半が経過した、1962年大晦日の「第13回NHK紅白歌合戦」に五月自身紅白初出場を果たし、本楽曲が歌唱された。
1968年時点での累計売上は32万枚。
現在でも五月の代表曲の一つであり、懐メロ・歌謡番組の特別番組などでもよく披露されている。
歌い出しの歌詞から、この曲のタイトルが「おひまなら来てよね」とされることがあるが、誤りである。

## 収録曲
1. 瀬戸の恋唄（3分32秒）
作詞：西沢爽、作曲・編曲：船村徹
歌唱：神戸一郎
2. おひまなら来てね（3分30秒）
作詞：枯野迅一郎、作曲・編曲：遠藤実
歌唱：五月みどり